# 12671 Thörnqvist
12671 Thörnqvist eller 1980 FU är en asteroid i huvudbältet som upptäcktes den 16 mars 1980 vid Europeiska sydobservatoriet (ESO) av Uppsalaastronomen Claes-Ingvar Lagerkvist. Den är uppkallad efter den svenske artisten Owe Thörnqvist.
Asteroiden har en diameter på ungefär 4 kilometer.